# Cécité botanique

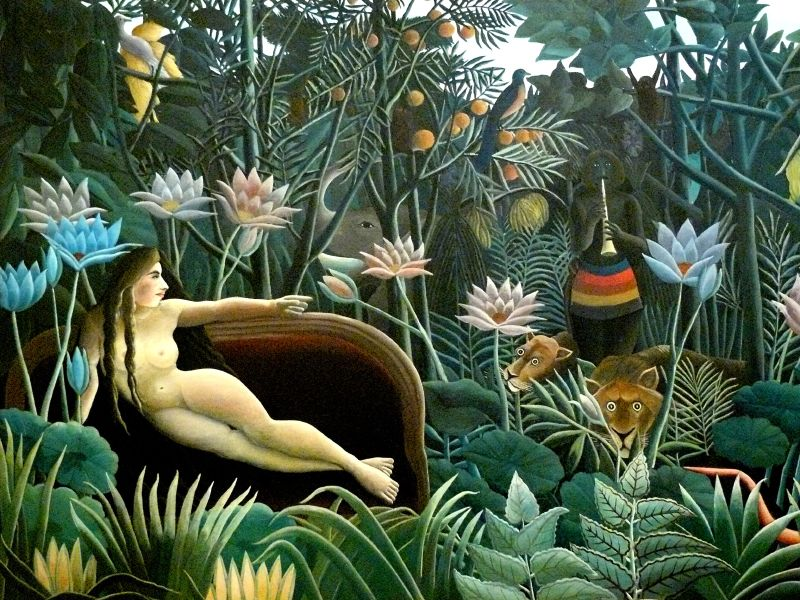
Exemple de ce syndrome avec Le Rêve du Douanier Rousseau peint en 1910 : la perspective anthropocentrique et zoocentrique des spectateurs fait que si on leur demande de regarder ce tableau attentivement pendant une minute et d'y dénombrer le nombre d'espèces vivantes, ils recensent l'espèce humaine et les espèces animales, mais négligent plusieurs espèces végétales.

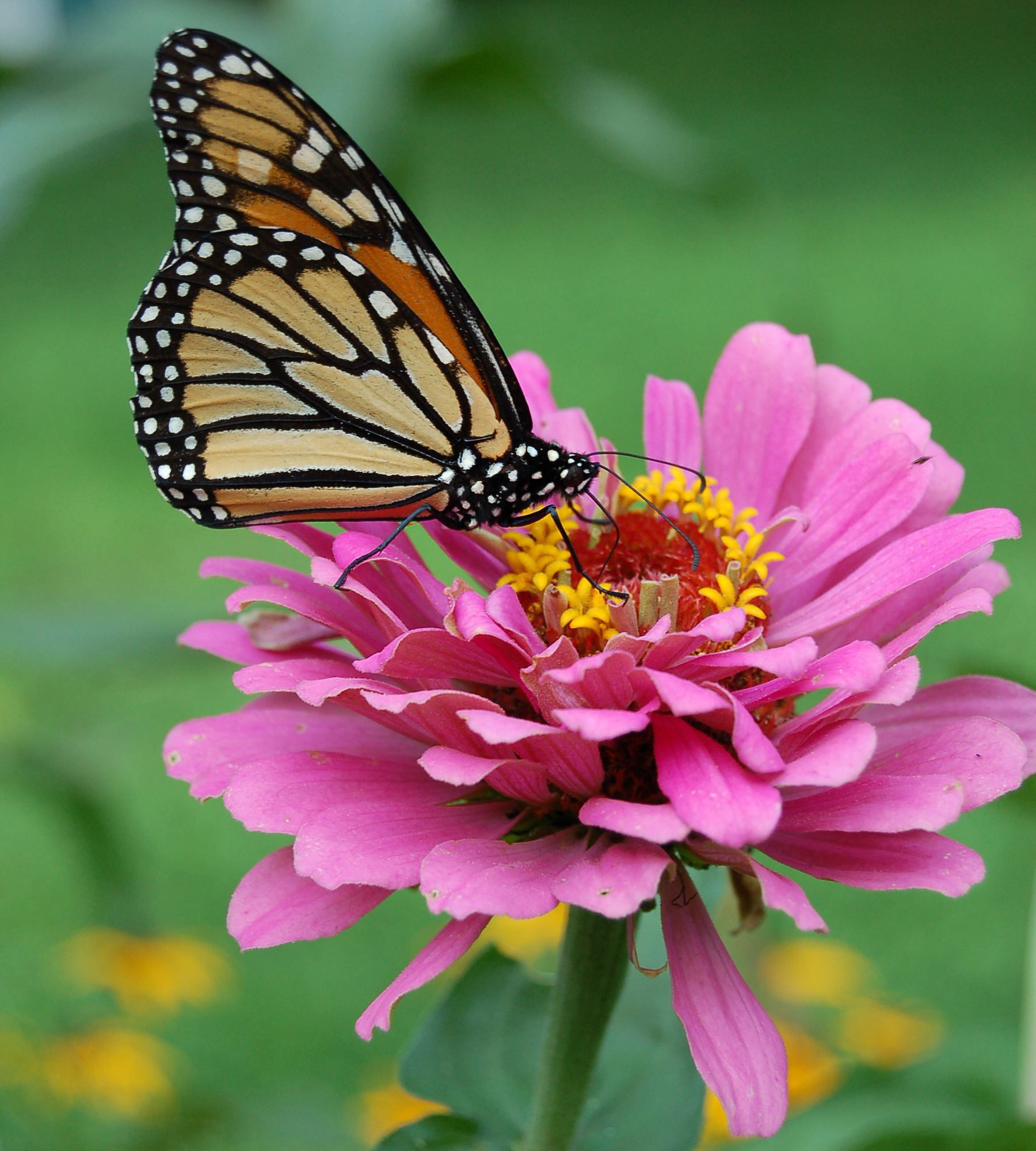
Est-ce une photo de fleur ou de papillon ?

Exemple de zoocentrisme, de nombreuses organisations internationale écologistes choisissent comme logo des espèces porte-drapeau animales.

La cécité botanique, ou indifférence aux plantes, est une forme de biais cognitif, qui, dans son sens le plus large, est une tendance humaine, principalement dans les sociétés occidentales actuelles, à ignorer les espèces végétales. C'est par exemple le fait de ne pas remarquer les plantes dans l'environnement proche, de ne pas reconnaître l'importance de la vie végétale pour l'ensemble de la biosphère et pour les affaires humaines, une vision philosophique des plantes comme une forme de vie inférieure au monde animal ou l'incapacité d'apprécier les caractéristiques ou l'esthétique incomparables des plantes.

## Causes
La part des facteurs psychologiques et culturel est décisive. Selon certains scientifiques, certaines personnes ne remarquent pas les plantes parce que la majorité d'entre elles sont  immobiles et de couleur similaire. La part neurophysiologique existe aussi : une étude américaine a examiné la façon dont les plantes et les animaux sont perçus en faisant appel au « clignement attentionnel (en) » (la capacité de remarquer une image parmi deux images présentées rapidement). Elle a montré que les participants ont détecté plus précisément des images d'animaux que de plantes et a suggéré des stratégies possibles pour caractériser et surmonter ce zoocentrisme.

## Conséquences
En lien avec le trouble du déficit de nature (en), cela se traduit par moins de cours de biologie végétale dans le monde et une réduction du financement public pour la botanique. 
Cela se traduit aussi par un désintérêt pour la biodiversité végétale. Bien qu'il existe un programme onusien de stratégie mondiale pour la conservation des plantes depuis 1999, les programmes de conservation restent dominés par le modèle animal et le zoocentrisme.
Ce biais est moins marqué chez les femmes qui d'ailleurs sont plus nombreuses lors des sorties botaniques alors que les sorties ornithologiques ou sur les mammifères attirent plus d'hommes,.